# Ghiacciaio del Gorner
Il ghiacciaio del Gorner (in tedesco Gornergletscher) è un ghiacciaio vallivo che si trova nel Vallese a sud-est di Zermatt. Scende dal gruppo del Monte Rosa, nelle Alpi Pennine. Con i suoi 14 km di lunghezza è il terzo ghiacciaio della Svizzera dopo il ghiacciaio dell'Aletsch e il ghiacciaio di Fiesch.

### Variazioni frontali recenti

Evoluzione del ghiacciaio in metri (1881-2002).
In verde, le differenze di lunghezza cumulative. In rosso, le variazioni di lunghezza annuali.

## Descrizione
Il ghiacciaio del Gorner è costituito da diversi ghiacciai. Il corpo principale è dato dal ghiacciaio del Grenz (Grenzgletscher) il quale inizia dalla Punta Gnifetti (4554 m). Questo ghiacciaio scende verso nord-ovest ai piedi della parete nord del Lyskamm. A nord della Punta Dufour, sulla cresta di Weissgrat (3700 m), inizia il ghiacciaio del Gorner, propriamente detto. Segue il fianco sul dello Stockhorn in direzione ovest e con una pendenza circa del 18%. Dopo 7 km si congiunge con il ghiacciaio di Grenz ad una altitudine di circa 2550 m e conserva il suo nome.